# Vilkonsuo
Vilkonsuo este o arie protejată (arie specială de conservare — SAC, sit de importanță comunitară — SCI) din Finlanda întinsă pe o suprafață de 79 ha, integral pe uscat.

## Localizare
Centrul sitului Vilkonsuo este situat la coordonatele 61°57′34″N 29°26′41″E / 61.9594°N 29.4447°E.

## Înființare
Situl Vilkonsuo a fost declarat sit de importanță comunitară în august 1998 pentru a proteja un număr necunoscut de specii din flora spontană și fauna sălbatică aflate în arealul zonei. Situl a fost protejat și ca arie specială de conservare în aprilie 2015.

## Biodiversitate
Situată în ecoregiunea boreală, aria protejată conține 2 habitate naturale: Turbării active, Mlaștini împădurite.
La baza desemnării sitului se află un număr nedeclarat de specii protejate.